# Bulevar Artigas
El Bulevar General José Artigas es un bulevar de Montevideo, Uruguay.
Lleva el nombre del prócer uruguayo José Gervasio Artigas. Muchos lo llaman sencillamente "Bulevar", y es un referente de orientación muy importante.

## Características

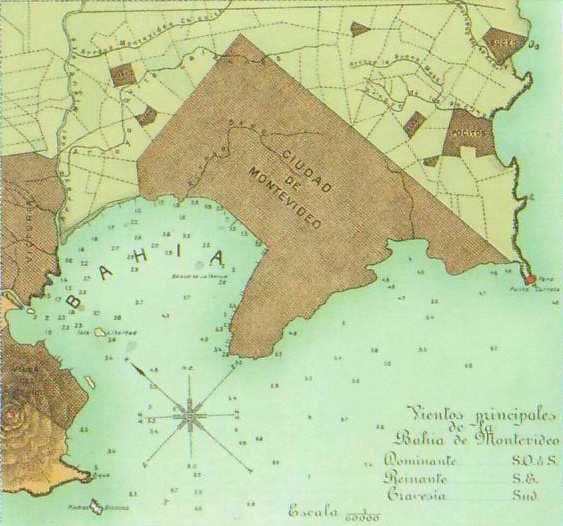
Detalle de un plano de 1893 donde se aprecia el trazado del actual Bulevar Artigas como límite de la ciudad de Montevideo.

Una característica singular es que recorre en ángulo de 90 grados el contorno de lo que en su tiempo fue la "Ciudad Novísima" del Montevideo antiguo. Actualmente, es una vía de conexión importantísima, que une los accesos a las diversas Rutas que parten desde la capital hacia todo el país.
Nace en la Rambla Presidente Wilson, en Punta Carretas; la Av. Sarmiento cruza por encima con un puente de hormigón pretensado; en el cruce con Bulevar España se levanta la Facultad de Arquitectura (UdelaR). Pasa por el Obelisco a los Constituyentes de 1830, en donde termina la avenida 18 de Julio; atraviesa Tres Cruces. Llega hasta el Monumento a Luis Batlle Berres, situado frente al Edificio Libertad (ex sede de la Presidencia de la República); allí dobla hacia el oeste, y termina en el barrio Bella Vista, en la calle Uruguayana. Su ancho total es de 40 metros, con amplias aceras, y dos calzadas separadas por un cantero, que en el tramo desde Punta Carretas hasta Tres Cruces es de gran belleza ornamental.

El diseño original de los canteros ornamentales es del paisajista francés Carlos Racine.

## Homonimia
- En la ciudad de Paysandú también existe un Bulevar Artigas.
- En el antiguo emplazamiento de las vías férreas, desde hace dos décadas existe el Bulevar Artigas que enlaza Maldonado con Punta del Este.
- En la ciudad de Melo también existe un Bulevar Artigas.
- En la localidad riverense de Vichadero también existe un Bulevar Artigas.